# Северна круна (сазвежђе)
Северна круна (лат. Corona Borealis) је једно од 88 савремених и 48 оригиналних Птоломејевих сазвежђа. Према грчкој митологији, ово сазежђе представља круну коју је Дионис дао Аријадни приликом венчања, када је Аријадну оставио Тезеј (или ју је Дионис преотео од Тезеја, у зависности од легенде).

## Звезде
Насјајније звезде Северне круне формирају полукруг, по чему је ово сазвежђе и добило име. Најсјајнија је алфа Северне круне (Гема — „драгуљ“ или Алфека — „светла звезда напуклог прстена“). Гема је еклипсна двојна звезда магнитуде 2,23. Припада Покретној групи Велики медвед, групи звезда које имају заједничко порекло и брзину.
Бета Северне круне је такође двојна звезда.
 Северне круне је променљива звезда која је прототип у својој групи. У питању је жути субџин коме сјајност опада за неколико магнитуда у неправилним интервалима, највероватније зато што се накупи угљеник у атмисфери звезде који замрачује површину, а онда бива развејан притиском зрачења.
Т Северне круне је повратна нова, чији је сјај нормално око 10,8. магнитуде али достиже магнитуду 2 до 3 при ерупцијама. Претходне ерупције су биле 1866. и 1946.

## Објекти дубоког неба
У Северној круни нема сјајних објеката дубоког неба. У овом сазвежђу се налази Галактичка група Северне круне, група од преко 400 галаксија која је од Сунца удаљена око милијарду и 200 милиона светлосних година. Најсјајнији чланови групе су 16. магнитуде.